# 고양이의 문화적 묘사

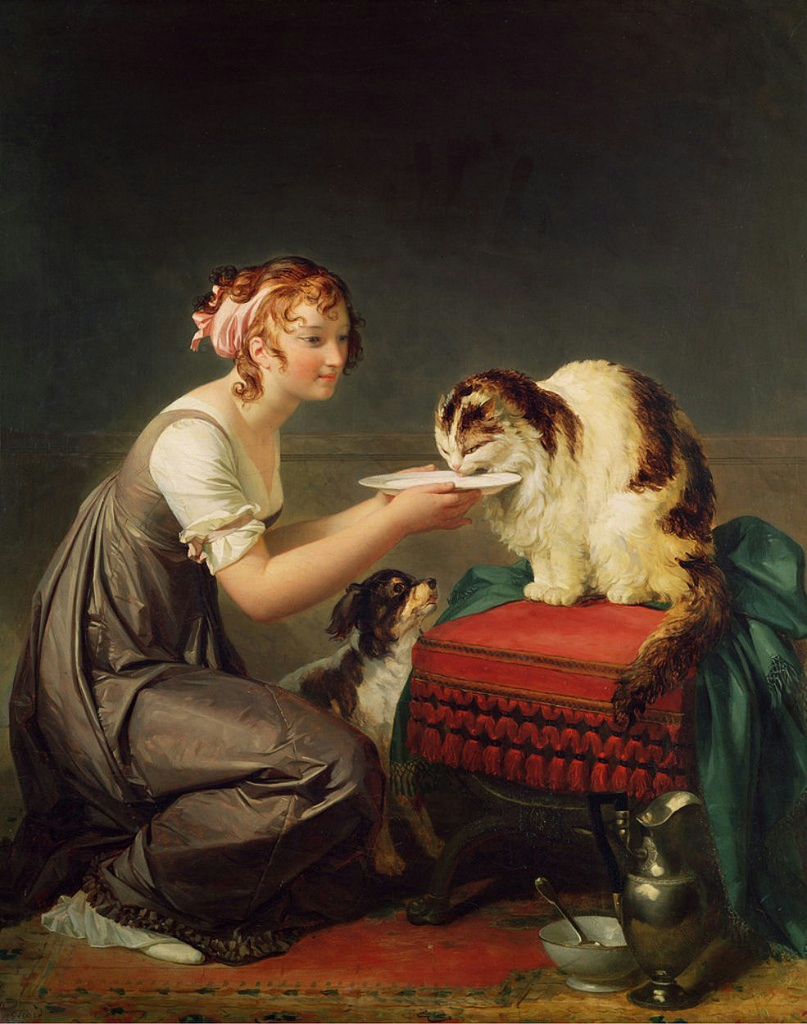
19세기 유화, 마거리트 제라드의 《고양이의 점심》

고양이의 문화적 묘사 및 인간과 고양이의 관계는 오래되었고 9,500년 전으로 거슬러 올라간다. 고양이는 많은 나라의 역사에 등장하고, 전설의 주제이며, 예술가와 작가들이 가장 좋아하는 주제이다.

## 초기 역사
고양이는 원래 저장된 곡식을 먹는 쥐를 사냥했기 때문에 길들여진 것으로 생각되지만, 최근의 연구는 고양이들이 스스로 길들여졌다는 것을 발견했다. 그들은 개처럼 특별히 길들여진 적이 없었지만, 고양이의 사냥이 인간의 음식을 보호하면서 인간과의 공존은 상호 이익이 되는 관계에서 자연적으로 발전했다. 그것은 두 종 모두에게 유익한 상황이었다. 고양이는 믿을 만한 먹이 공급원을 얻었고, 인간은 쉽게 해를 끼치는 요인을 통제했다. 이 상호 유익한 암묵적인 동맹은 오늘날까지 계속되는 고양이와 인간 사이의 관계를 시작했다.
고양이와 인간의 상호작용의 정확한 역사는 아직 다소 모호하지만, 신석기 시대인 기원전 7500년에 키프로스에서 발견된 얕은 무덤 유적에는 석기, 산화철 덩어리, 그리고 조개껍질 한 줌과 함께 의례적으로 매장된 인간의 뼈가 포함되어 있다. 사람 무덤에서 40cm 떨어진 곳에 있는 작은 무덤에는 8개월 된 고양이 한 마리가 있었는데, 그 몸은 사람의 뼈와 같은 서쪽으로 향했다. 고양이는 키프로스가 원산지가 아니다. 이것은 인류가 '비옥한 초승달'로 알려진 중동 지역에 첫 정착지를 세우고 있을 때 고양이들이 길들여지고 있었다는 증거이다.
최근 연구에 따르면, 오늘날 고양이들의 혈통은 기원전 4500년경부터 시작되었으며 유럽과 동남아시아에서 왔다고 한다. 현대의 고양이는 이 두 개의 주요 혈통에서 유래한다.

## 같이 보기
- 함재묘